# (563) Suleika
(563) Suleika es un asteroide perteneciente al cinturón de asteroides descubierto el 6 de abril de 1905 por Paul Götz desde el observatorio de Heidelberg-Königstuhl, Alemania.
Está nombrado por Suleika, un personaje del libro Así habló Zaratustra del filósofo alemán Friedrich Nietzsche (1844-1900).